# Людмила Павличенко
Людмила Павличенко е съветска снайперистка в Червената армия по време на Втората световна война. На нея се приписва убийството на поне 309 вражески бойци (само потвърдени случаи) по време на ранните етапи на боевете на Източния фронт, обсадата на Одеса и обсадата на Севастопол, което я нарежда сред петте най-добри снайперисти на всички времена.
След като е ранена в битка по време на минометен обстрел, тя е евакуирана в Москва. След като се възстановява от нараняванията си, тя обучава други снайперисти от Червената армия и е неин публичен говорител. През 1942 г. прави турне в САЩ, Канада и Великобритания. След края на войната през 1945 г. е преназначена като старши научен сътрудник на Съветския флот. Авторка е на мемоарната книга „Аз, снайперистката“.

## Биография
Людмила Павличенко, с рождено име Людмила Михайловна Белова, е родена на 12 юли 1916 г. в Била Церква, Василковски окръг, Киевска губерния, Руска империя, в семейството на петроградския механик и полкови комисар по време на Гражданската война – служителя на НКВД Михаил Иванович Белов, и учителката Елена Трофимовна Белова (1897 – 1972). До 14-годишна възраст учи в средно училище № 3 в град Била Церква, след което тя и семейството ѝ се преместват в Киев. След като завършва девети клас, Людмила работи като шлифофчик в завод „Арсенал“ и в същото време учи в десети клас, завършвайки средното си образование.
През 1932 г. се омъжва за Алексей Богданович Павличенко и има син Ростислав. Въпреки това бракът скоро е разтрогнат и Людмила се връща да живее при родителите си.
През 1937 г. постъпва в историческия факултет на Киевския държавен университет „Тарас Шевченко“. Като ученичка се занимава с планеризъм и стрелба. Началото на Великата отечествена война я заварва в Одеса по време на дипломна практика.
От първите дни на войната Людмила Белова става доброволец и отива на фронта (още преди войната тя завършва краткосрочни курсове за снайперисти). Червеноармеецът Белова влиза в редиците на 25-а Стрелкова дивизия „Чапаев“ на Червената армия. Участва в граничните битки в Молдовската ССР, в отбраната на Одеса и на Севастопол.
Според военното щатно разписание всяка стрелкова рота трябва да има двама снайперисти. През декември 1941 г., близо до Севастопол, Людмила се запознава със снайпериста младши лейтенант Леонид Киценко, който служи в същия полк, където е тя. Двамата започват заедно да участват на мисии на фронтовата линия. Скоро те подават рапорт до командването за брака си, но през март 1942 г. снайперистката им позиция попада под минометен обстрел. Киценко е ранен смъртоносно, а тя сама изнася тялото му от бойното поле.
През първите месеци на войната и отбраната на Одеса Людмила Павличенко унищожава 179 немски и румънски войници и офицери. До юни 1942 г. тя вече има 309 потвърдени убийства на вражески войници и офицери, включително 36 вражески снайперисти. Освен това по време на отбранителните битки тя успява да обучи много снайперисти, предавайки опита си на войниците на фронтовата линия.
През юни 1942 г. тя е тежко ранена и е евакуирана от обсадения Севастопол в Кавказ, а след това напълно отзована от фронтовата линия. След възстановяването ѝ е изпратена заедно с делегация от съветска младеж в Канада и САЩ. По време на визитата си в чужбина Людмила Белова, заедно със секретаря на Московския градски комсомолски комитет Николай Красавченко и снайпериста Владимир Пчелинцев, присъства на прием при президента на САЩ Франклин Делано Рузвелт. По покана на първата дама Елинор Рузвелт членовете на съветската делегация живеят известно време в Белия дом. По-късно Елинор Рузвелт организира обиколка на страната за съветските представители. В САЩ на Людмила подаряват пистолет „Колт“ (изложен в Централния музей на руските въоръжени сили в Москва), а в Канада – пушка „Уинчестър“. Американският кънтри певец Уди Гътри пише за нея песента „Мис Павличенко“. По време на обиколката тя агитира за отварянето на втори фронт и получава от пресата прозвището „Лейди Смърт“.
По време на войната получава редица отличия и медали, включително два пъти Орден „Ленин“. На 25 октомври 1943 г. Людмила Павличенко е удостоена със званието Герой на Съветския съюз.
След края на войната Людмила Михайловна завършва висшето си образование в Киевския университет и става старши научен сътрудник в Генералния щаб на Военноморския флот на СССР. От 1956 г. тя работи в обществената организация „Съветски комитет на ветераните от войната“. През 1957 г. се среща с Елинор Рузвелт за втори път, по време на посещението на бившата първа дама в СССР.
През 1958 г. е издадена мемоарната ѝ книга „Аз, снайперистката. В боевете за Севастопол и Одеса“. През 1973 г. е записана програма, в която Людмила Белова говори за снайперисти от Великата отечествена война. Излъчено през 1975 г. от главния редактор на научно-популярните и образователни програми на Централната телевизия на СССР.
Людмила Павличенко умира от инсулт на 10 октомври 1974 г. в Москва. Урната с праха ѝ е погребана в колумбариума на Новодевическото гробище.

## Произведения
- Героическая быль: Оборона Севастополя 1941—1942 гг. (1958)
Аз, снайперистката. В боевете за Севастопол и Одеса, изд.: ИК „Прозорец“, София (2019), прев. Марин Гинев[2]

## Отразяване в популярната култура
Въз основа на мемоарите ѝ са направени два филма. През 2013 г. е направен филмът „Виждам целта“ (на руски: Цель вижу) с участието на Александра Буличьова. През 2015 г. е направен руско-украинският художествен филм „Битката за Севастопол“ (на руски: Битва за Севастополь, на украински: Незламна) с участието на Юлия Пересилд и Евгений Циганов. Сюжетът на филма е силно романтизирана версия на нейния живот с няколко измислени герои и много отклонения от събитията, описани в нейните мемоари.
Преживяванията на Павличенко по време на Втората световна война, както в битка, така и на турне в САЩ, вдъхновявят няколко исторически романа, включително „Красив убиец“ от 2010 г. на Майкъл С. Уайт и романа „Диамантеното око“ на Кейт Куин от 2022 г.